# Holger Seebach
Holger Seebach (Aarhus, 17 de março de 1922 - 30 de agosto de 2011) foi um futebolista dinamarquês, medalhista olímpico. 

## Carreira
Holger Seebach fez parte do elenco medalha de bronze, nos Jogos Olímpicos de 1948.

## Ligações Externas
- olímpico